# Fahrt ins Leben
Fahrt ins Leben ist ein deutscher Spielfilm der Bavaria, der 1939 produziert und vom hauseigenen Verleih der Bavaria am 29. April 1940 in die Kinos gebracht wurde.
Der von Bernd Hofmann nach seinem eigenen Originaldrehbuch inszenierte Film erzählt die Geschichte der vier Seekadetten Kurt, Christian, Gerhard und Fritz, die in der Folge einiger alterstypischer Dummheiten, die sie begehen, den Wert der Kameradschaft erkennen.

## Handlung

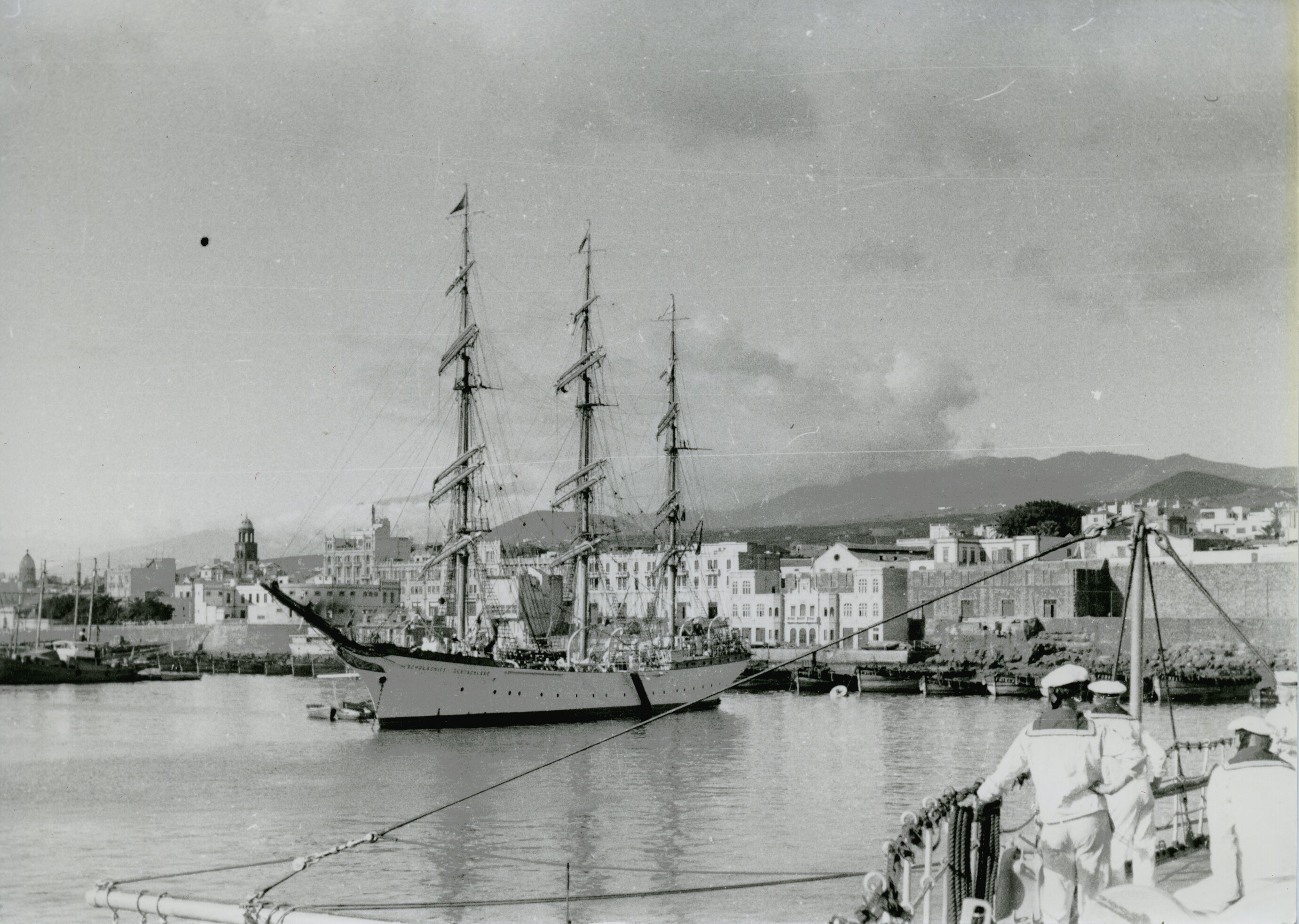
Das Schulschiff Deutschland im Jahre 1937

Ort der Handlung ist Bremen, die Zeit die Wende zum 20. Jahrhundert. Generaldirektor Hellgrewe, ein wohlhabender Reeder, beauftragt Kapitän Brasch, 60 Seekadetten auf dem Schulschiff Deutschland zu tüchtigen Seeleuten auszubilden. Auch Hellgrewes Sohn Kurt ist darunter; Hellgrewe will, dass Kurt zu einem „richtigen Kerl“ erzogen wird und an Bord keine Sonderbehandlung bekommt. Kurt fügt sich dem väterlichen Zwang nur widerwillig, hat er doch gerade die Aufnahmeprüfung im Konservatorium bestanden und würde viel lieber Klavier studieren. Eine scheue Romanze verbindet ihn mit Liese Wagner, der Enkeltochter einer Klavierlehrerin.
Auch Lieses Bruder Christian ist als Kadett auf dem Schulschiff angenommen worden. An Bord teilen Kurt und Christian sich eine Kajüte mit Gerhard Barthels und Fritz Müller. Christian ist, wie sich im Laufe der Handlung zeigen wird, schon seit langer Zeit in die Pianistin Charlotte Faber, eine Schülerin seiner Großmutter, verliebt und schreibt ihr Liebesbriefe, die er aber nicht abzuschicken wagt und in einer Kassette aufbewahrt. Gerhard gibt sich als Frauenheld und prahlt, viele Freundinnen zu haben. Der einzige der vier, der am anderen Geschlecht noch kein Interesse hat, ist der Briefmarkensammler Fritz.
An Bord herrscht militärischer Drill. Als Kurt mit Gerhard wegen dessen Angeberei aneinandergerät und sie sich raufen, schreitet der Bootsmann ein und bestraft, weil sie nun einmal anwesend waren, gleich alle vier.

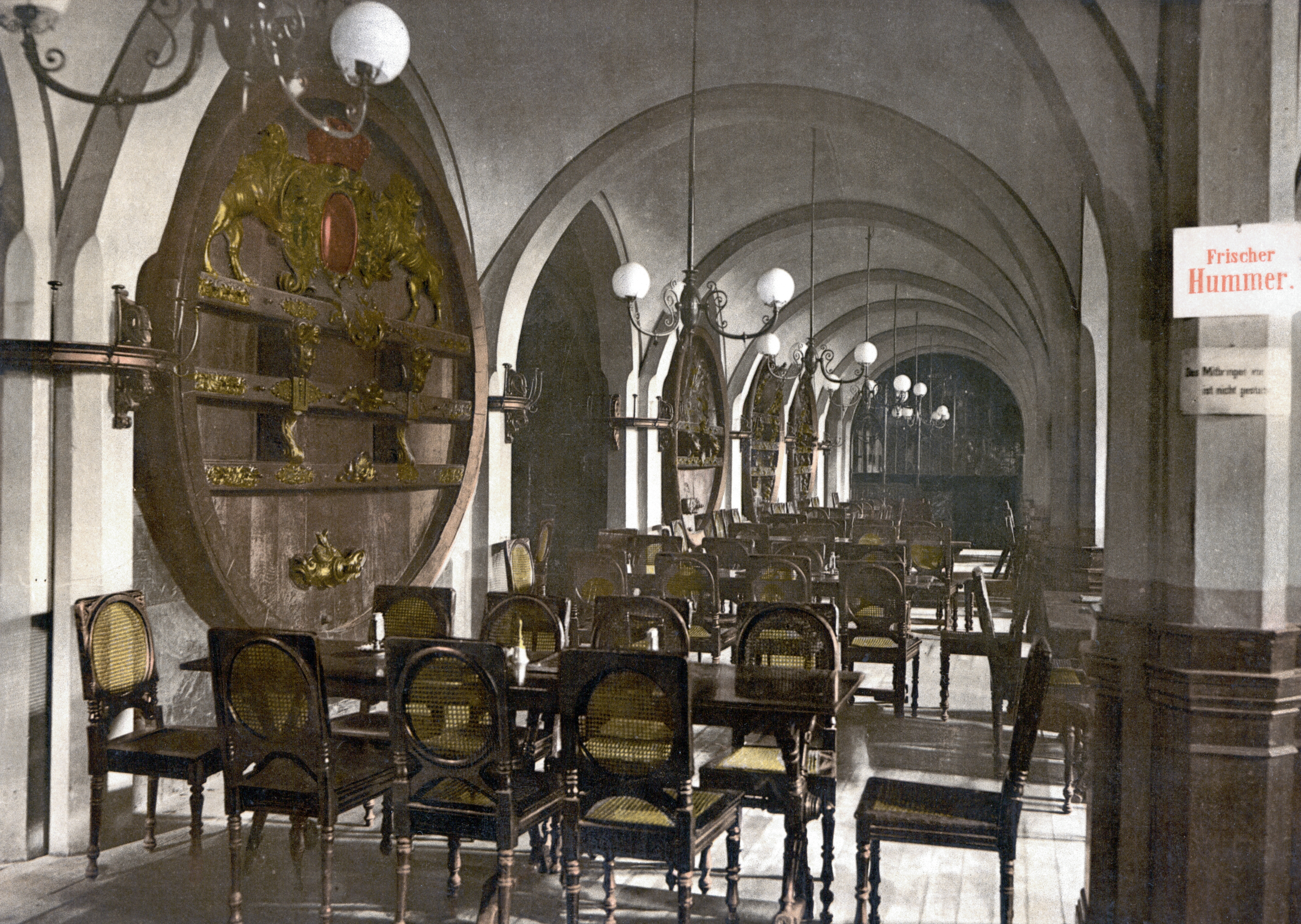
Der Bremer Ratskeller um 1900

Gerhard, der nicht ahnt, dass Christian sie ebenfalls liebt, hatte Charlotte in Berlin einmal in einem Konzert spielen hören und versteht zwar nichts von Musik, hatte sich aber in sie verliebt. Nun sucht er sie mit Blumen in ihrem Hotel auf, um sie kennenzulernen. Charlotte kennt – was sie ihm erst später mitteilt – Gerhards Eltern und reagiert darum freundlich und verbindlich. Gemeinsam besuchen sie auf ein Glas Wein den Bremer Ratskeller, wo ein Scherenschneider ihre Schattenrisse anfertigt.
Später prahlt Gerhard bei den Kameraden mit dem Rendezvous, lässt sie den Schattenriss sehen und gibt schließlich auch Charlottes Namen preis, sodass Christian erfährt, dass Gerhard sich ausgerechnet mit der Frau getroffen hat, die er selbst liebt. Gerhard hat sich für den Abend erneut mit Charlotte verabredet, wird aber kurzfristig zum Dienst eingeteilt, sodass Kurt als Bote einspringen muss. Da Charlotte Liese besucht und sich dadurch verspätet, verfehlt Kurt sie. Christian jedoch, der am Treffpunkt mit mehr Ausdauer als Kurt wartet, findet sie dort schließlich vor. Charlotte erkennt richtig, dass es die Eifersucht ist, die ihn zu ihr getrieben hat, und dass er sie liebt. Sie werden ein Paar.
Jemand muss Gerhard nun sagen, dass seine Neigung zu Charlotte keine Zukunft hat. Da Christian dafür nicht in Frage kommt – Charlotte will nicht, dass die Kameraden sich entzweien –, spricht sie selbst mit Gerhard. Vor den Kameraden mag Gerhard später nicht zugeben, dass er bei Charlotte „abgeblitzt“ ist, und als er über sein Rendezvous prahlt, werden er und Christian fast handgreiflich. Nur durch einen Befehl zum Segelmanöver werden sie unterbrochen. Die Kadetten müssen dafür hoch in die Rahen steigen. Als Gerhard abstürzt und in die See fällt, siegt in Christian der Kameradschaftsgeist über die Eifersucht; er springt ihm nach und rettet ihm das Leben. Später erfährt Christian von Charlotte, dass Gerhards Angeberei gar keine Grundlage hatte.
Am Abend ist Gerhard über Charlottes Zurückweisung immer noch so aufgebracht, dass er, um nicht vor Wut zu platzen, „was ausfressen“ will. Christian, Kurt und Fritz kommen nicht umhin mitzumachen, und so nehmen die vier Kameraden eine der Pinassen des Schulschiffs und rudern an Land zum Lokal „Ehrlicher Seemann“, wo sie sich einen lustigen Abend machen wollen. Noch während der Überfahrt räumt Gerhard ein, dass Charlotte ihm den Laufpass gegeben hat. Als sie am Kai anlegen wollen, hat die Pinasse so viel Fahrt, sodass sie schwer beschädigt wird.
Als der Kapitän von dem Schaden erfährt, bestraft er sie und fordert Schadensersatz in Höhe von 800 Mark, 200 Mark von jedem. Gerhard und Fritz bekommen den Betrag von ihren Eltern. Da Kurt ihm nicht sagen will, wofür er das Geld braucht, verweigert sein Vater ihm die Hilfe. Kurt versetzt darum alle Wertsachen, die er besitzt, beim Pfandleiher. Christians Familie ist arm, darum gibt Liese, seine Schwester, ihre eigenen Ersparnisse von 100 Mark her und entschließt sich schweren Herzens, für weitere 100 Mark einen von der Mutter ererbten Ring zu versetzen. Als Kurt von ihrem Plan hört, gibt er ihr, damit sie den Ring behalten kann, von seinen 200 Mark die Hälfte. Da sein Vater reich ist, glaubt Liese, er könne so einen Betrag leicht erübrigen. Die drei Kameraden vertrauen Kurt ihr Geld zur Aufbewahrung an, sodass er 700 Mark in seinen Schrank einschließt.
Später zählen die Freunde das Geld nach und entdecken, dass 100 Mark fehlen. Kurt verschweigt, dass er nur 100 Mark beigetragen hat, und so glauben die anderen an einen Diebstahl. Als sie gegenseitig ihre Schränke durchsuchen, entdecken sie die Kassette, in der Christian die nicht abgeschickten Liebesbriefe aufbewahrt. Weil er sich weigert, diese zu öffnen, fällt der Verdacht auf ihn. Verschlimmernd kommt hinzu, dass Fritz im Anschluss an ein Klavierkonzert Christian zusammen mit Charlotte gesehen hatte, was seine Glaubwürdigkeit in ihren Augen weiter unterminiert. In Gerhard siegt schließlich aber der Kameradschaftsgeist und ohne den „Dieb“ ermittelt zu haben, ersetzt er die fehlenden 100 Mark aus eigenen Mitteln.
Die Besatzung des Schulschiffs bereitet sich auf eine 10-monatige Weltumsegelung vor. Am Vorabend der Abreise wird an Deck ein traditioneller „Piratenball“ gefeiert. Gerhard nimmt Christian übel, dass dieser ihm Charlotte, wie er meint, „ausgespannt“ hat. Um die Heimlichkeiten des Paares zu entlarven, lässt er Charlotte anonym eine Einladung zukommen. Nachdem er beobachtet, wie Christian und Charlotte sich auf dem Fest küssen, stellt er Christian in der Kajüte zur Rede und beschuldigt ihn erneut, das Geld gestohlen zu haben. Während ihres Streits werden sie handgreiflich; Christian nimmt Gerhard die Pistole, die er zu seinem Piratenkostüm trägt, weg, die ihm dann wiederum von Kurt entrissen wird, wobei sich ein Schuss löst.
Reeder und Kapitän nehmen diesen Vorfall sehr ernst, allen vier Beteiligten droht der Verlust der Uniform. Am schwersten würde dies Kurt treffen, der den Kadettendienst inzwischen liebgewonnen hat. Er bereut, die Kameradschaft vergessen zu haben, und gesteht den Freunden, dass er es war, der 100 Mark zu wenig in den Schrank gelegt hat. Um seinen Fehler wiedergutzumachen, will er die Verantwortung für den Schuss auf sich nehmen. Christian findet endlich den Mut, Gerhard zu sagen, dass er Charlotte schon immer geliebt hat und dass nicht er Gerhard in die Quere gekommen ist, sondern umgekehrt Gerhard ihm.
Bevor Kurts Vater, der Reeder, die vier Tatverdächtigen verhört, redet Großmutter Wagner ihm ins Gewissen, Milde walten zu lassen. Als dann alle vier erklären, den Schuss abgegeben zu haben, erkennt er, dass sie Kameradschaftsgeist und Verantwortung erlernt haben und lässt sie ohne Strafe davonkommen.
Seit dem „Piratenball“ sind nicht nur Charlotte und Christian, sondern auch Liese und Kurt ein Paar.

## Produktion und Uraufführung
Der Produzent des Films, Karl Schulz, war 1931 Mitbegründer der Produktionsfirma Schulz & Wuellner gewesen. Schon vor deren Auflösung im Jahre 1937 hatte er jedoch auch für wechselnde andere Unternehmen gearbeitet. Mit Regisseur Bernd Hofmann hatte er zuvor bereits bei der Produktion der Filme Irrtum des Herzens (1939) und Alles Schwindel (1939/1940) zusammengearbeitet. Bernd Hofmann war eigentlich Drehbuchautor – seine Stärke waren intelligente und beschwingte Lustspiele wie Lady Windermeres Fächer und Der Florentiner Hut; nach Beginn des Zweiten Weltkrieges hat er mehrfach jedoch auch Regie geführt.
Weitere Mitglieder des Produktionsstabs:
- Aufnahmeleiter: Karl Moos, Walter Zeiske
- Regieassistent: Herbert B. Fredersdorf, Cay-Dietrich Voss
- Bauten: Karl Peter Adam, Walter Schlick
- Kostüme: Hermann Koch
- Ton: Karl-Albert Keller, Josef Zora
- Seemännische Beratung: J. Preuß

Der Darsteller des Kurt, Karl Ludwig Schreiber (* 1910), war schon bei seinem Filmdebüt (Abel mit der Mundharmonika, 1933) in einer Hauptrolle aufgetreten und erschien später, 1944, auf der sogenannten Gottbegnadeten-Liste, die Joseph Goebbels zusammengestellt hatte, um ausgewählte Künstler, die für die Propagandamaschinerei bzw. den Kulturbetrieb unersetzlich erschienen, von Kriegsdienstverpflichtungen zu befreien. Ernst Schröder (* 1915), der Darsteller des Christian, der später in der Bundesrepublik Deutschland ein bedeutender Charakterdarsteller wurde, hatte, nachdem er zuvor schon etwas Bühnenerfahrung gesammelt hatte, in Fahrt ins Leben sein Leinwanddebüt. Karl John (* 1905), der in der Rolle des Schürzenjägers Gerhard erschien, war zwar der älteste und filmerfahrenste der vier männlichen Hauptdarsteller, hatte bis dahin aber immer nur kleine Nebenrollen gespielt. Schon seit 1936 wurde John dabei immer wieder als Soldat besetzt, ein Typecasting, das er später bei Filmen wie Liebe 47 auch kreativ zu nutzen verstand. Hans Joachim Schaufuß (* 1918) hatte seine Filmlaufbahn 1931 als Kinderdarsteller begonnen und bereits früh große Rollen gespielt (Brennendes Geheimnis). Die Rolle des Kadetten Fritz Müller war seine letzte, denn Schaufuß starb gut ein Jahr nach Abschluss der Dreharbeiten als Soldat in Russland.
Die Dreharbeiten begannen am 10. Juli 1939 und endeten im September 1939. Außenaufnahmen entstanden in Swinemünde und Umgebung sowie auf dem Schulschiff Deutschland. Der Film ist in Schwarzweiß und 35 Millimeter bei einem Seitenverhältnis von 1:1,37 produziert.
Bei der Zensurprüfung am 20. Februar 1940 lag eine Filmkopie vor, die 2586 Meter bzw. 94 Minuten lang war. Den Verleih übernahm die Bavaria Filmkunst Verleih GmbH, München-Geiselgasteig. Die Uraufführung fand am 29. April 1940 im Berliner Kino Atrium statt.
Aufgrund einer Entscheidung der alliierten Filmzensur durfte der Film nach Kriegsende zunächst nicht wieder aufgeführt werden. Zu einer FSK-Prüfung kam es am 28. Juli 1983. Die zugrundeliegende Filmkopie war 2526 Meter bzw. 92 Minuten lang.